# Daduhepa
Daduhepa (écrit aussi Daduḫepa ou Duduḫepa) (morte vers 1345 av. J.-C.) est une reine hittite, épouse de Tudhaliya II ou de Suppiluliuma Ier.

## Vie
Les liens généalogiques de cette reine ne sont pas parfaitement éclaircis. Selon certains autres récits, elle est l'épouse de Tudhaliya II et mère de Suppiluliuma ier. Selon d'autres sources elle est la première épouse de Suppiluliuma ier et a eu pour fils les rois Arnuwanda II et Mursili II,.
Elle hérita du titre de reine-régente, ou Tawananna, à la mort d'Asmunikal.
Elle était fille de Tusratta et originaire de Ahhiyawa où elle fut exilée par Suppiluliuma pour être remplacée par la seconde épouse Henti. À la mort de Suppiluliuma, elle retourna en Hatti. Elle était la tante du roi d'Ahhiyawa, Antarawas.

## Lignage
L'arbre généalogique ci-dessous est une reconstruction possible, parmi d'autres, du lignage de la famille royale de l'empire hittite. La nomenclature des souverains, les liens de parenté demeurent obscurs par de nombreux aspects,,.